# Pieprzyca polna
Pieprzyca polna (Lepidium campestre (L.) W. T. Aiton) – gatunek rośliny z rodziny kapustowatych. Rodzimy obszar występowania to duża część Europy oraz Kaukaz i Turcja. Rozprzestrzenił się także w pozostałych rejonach Europy, w Afryce Północnej, Ameryce Północnej i niektórych rejonach Ameryki Południowej. We florze Polski jest archeofitem, występuje niezbyt pospolicie. 

## Morfologia
ŁodygaWzniesiona, o wysokości 20 – 60 cm. Przeważnie nie rozgałęzia się.
LiścieLiście odziomkowe łopatkowate i całobrzegie, liście łodygowe o strzałkowatej nasadzie i rzadko ząbkowane. Górne liście przylegają do pędów, są wąskie i płaskie.
KwiatyDrobniutkie czteropłatkowe, białe kwiatki zebrane są w gęste kwiatostany na końcach pędów. Mają działki o długości ok. 1,5 mm.
OwocSłabo spłaszczona i luźno owłosiona łuszczynka wyrastająca na grubej szypułce odstającej prostopadle od łodygi. Pędy na których łuszczyny są ułożone poziomo, wydłużają się, gdy dojrzewają owoce.

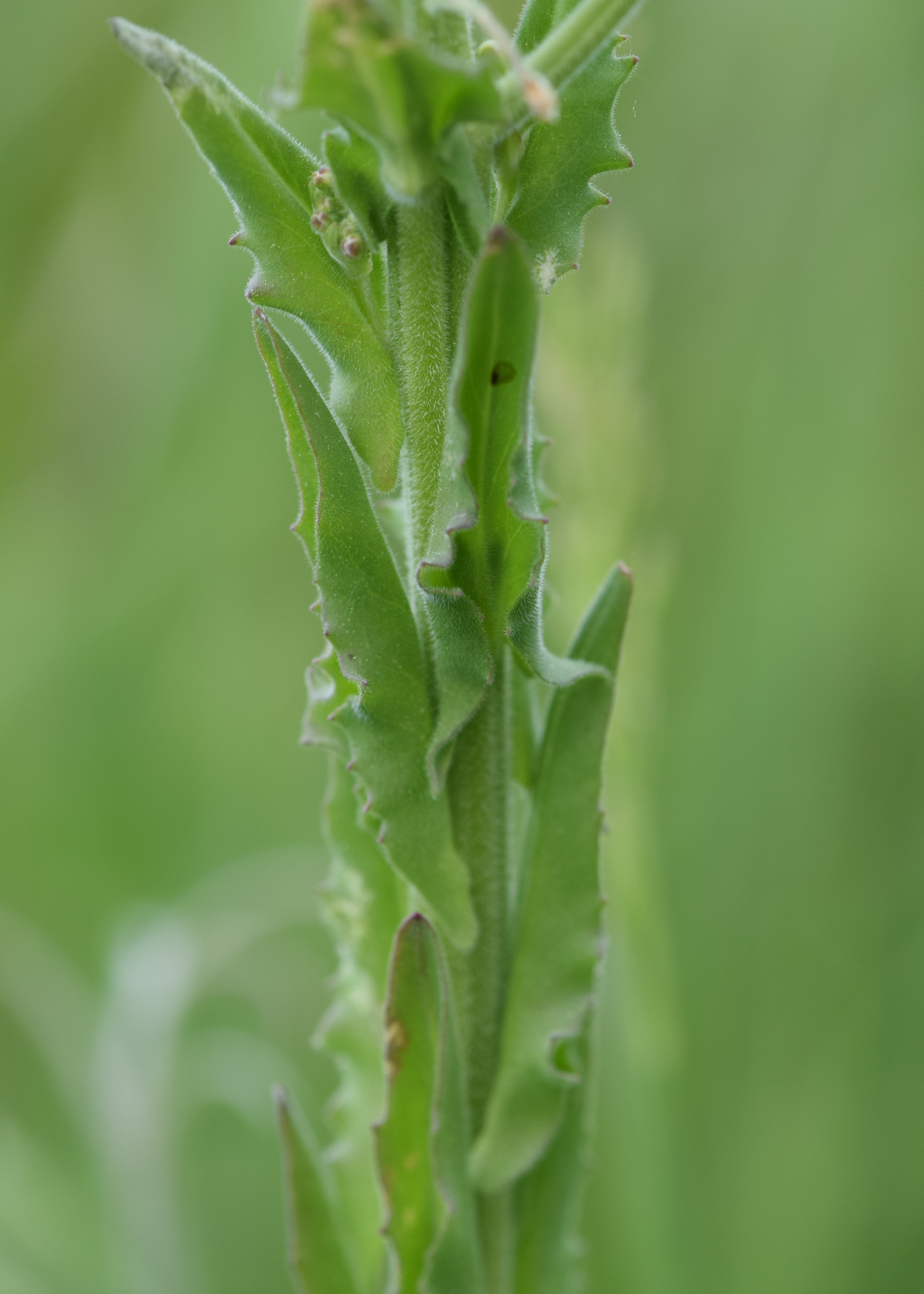
Pęd
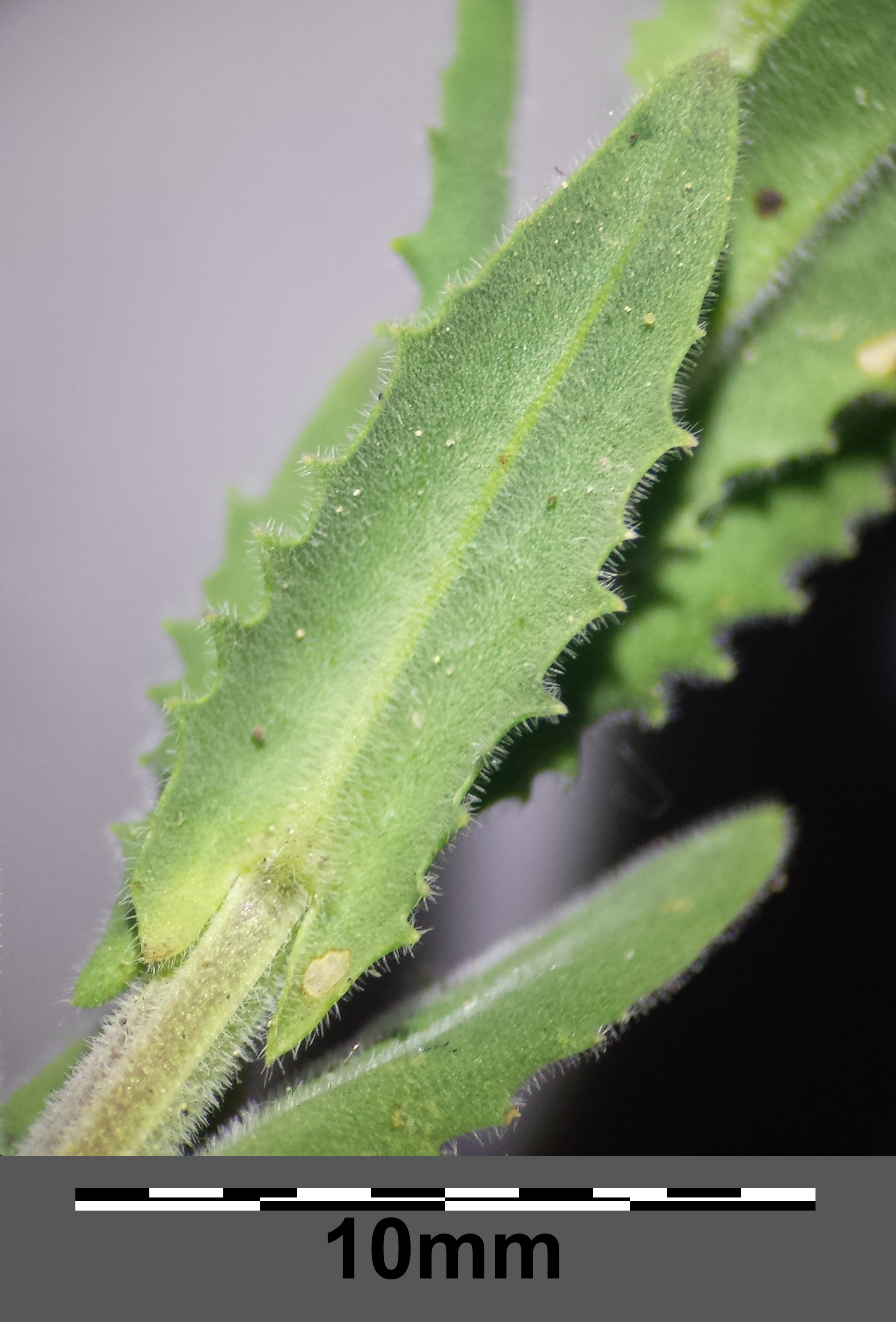
Liść
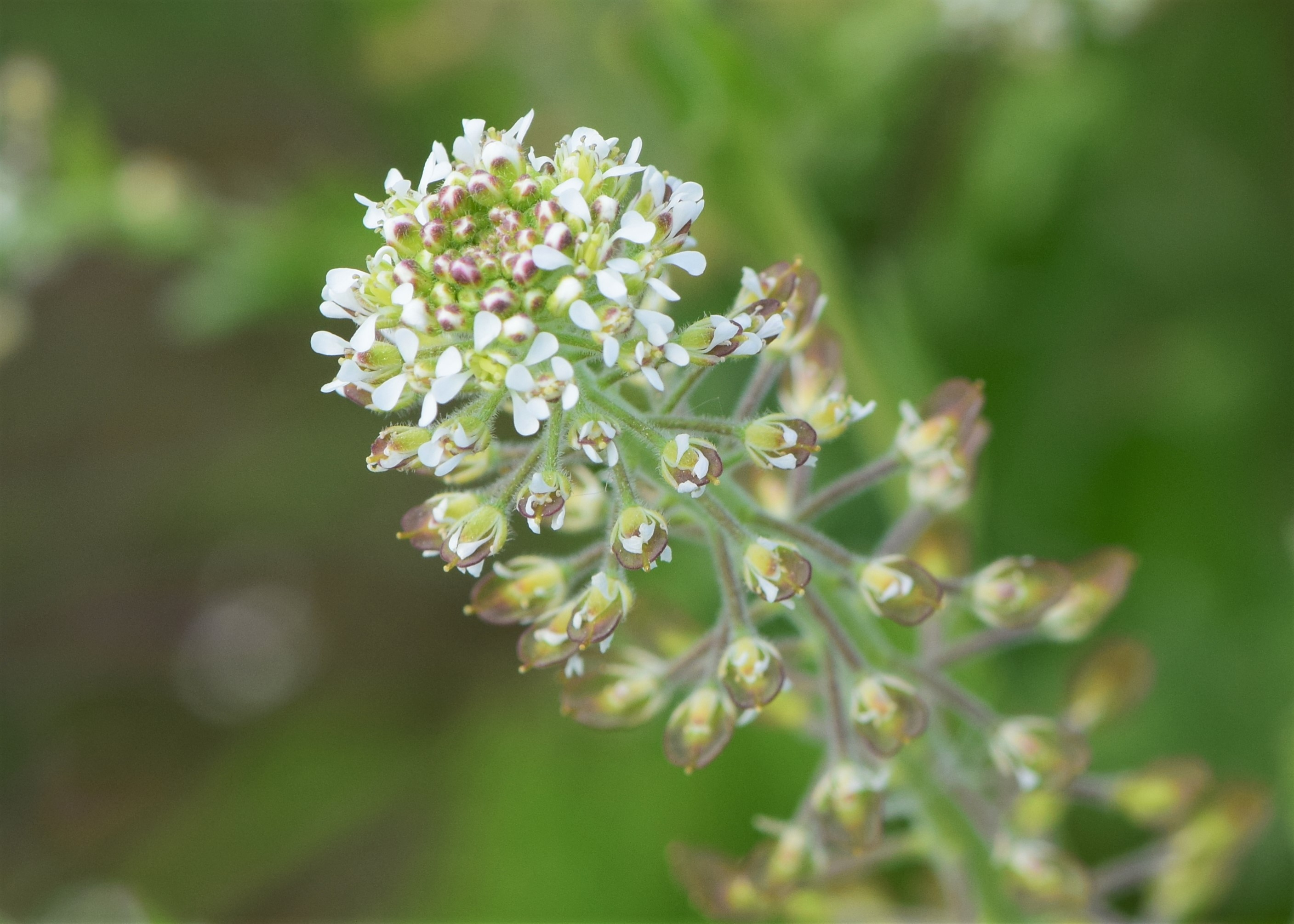
Kwiaty
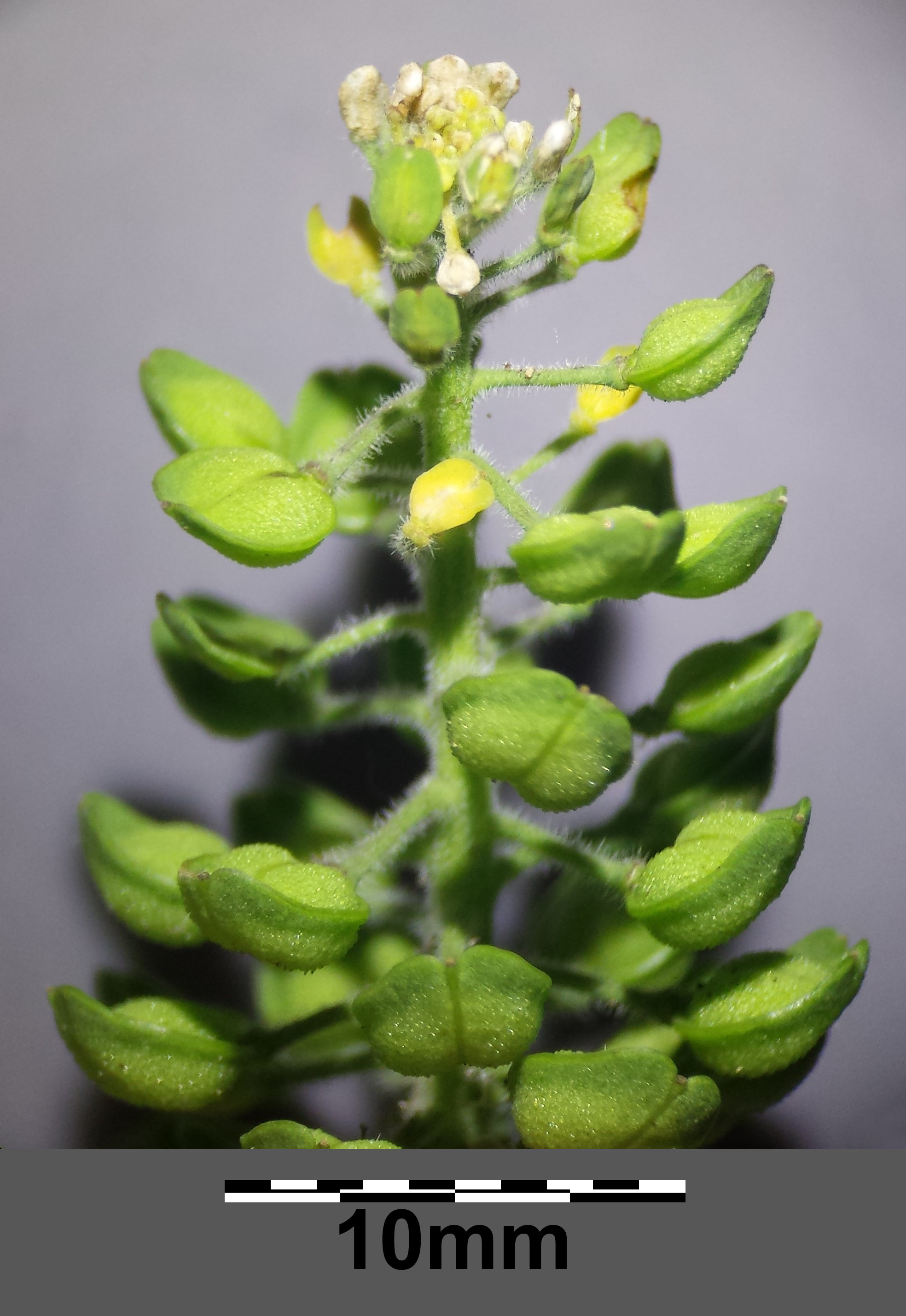
Owoce
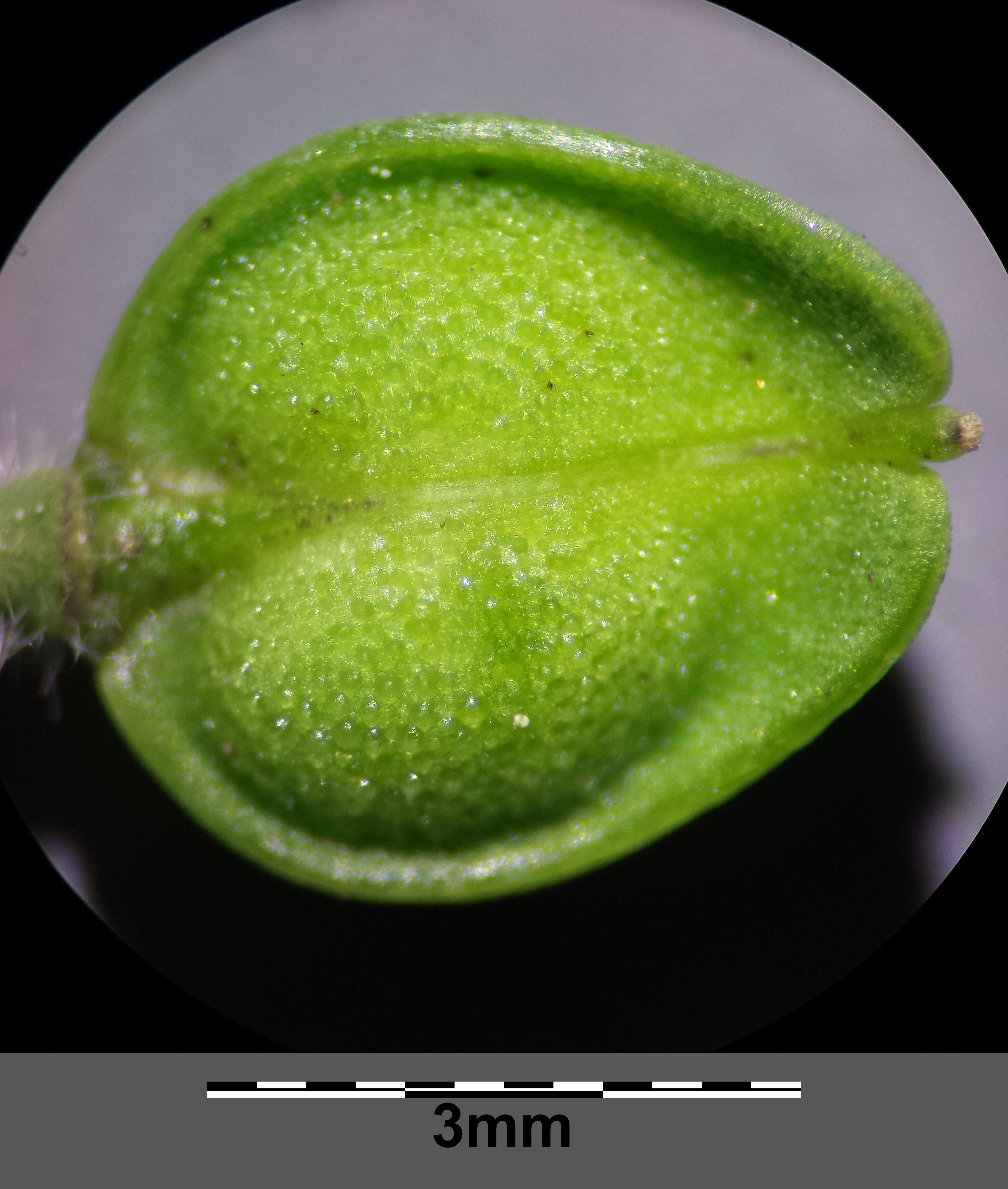
Owoc

## Biologia i ekologia
Roślina jednoroczna. Zasiedla pola, wzruszone gleby i pobocza dróg, rozpowszechniony chwast terenów uprawnych. Najlepiej widoczny, gdy pojawiają się owoce tworzące długie kolumny łuszczynek nasiennych.